# Джулія Абігейл Флетчер Карні
Джулія Абігейл Флетчер Карні (англ. Julia Abigail Fletcher Carney); 6 квітня 1823, Ланкастер, Массачусетс — 1 листопада 1908, Гейлсбург, Іллінойс) — американська педагогиня, поетеса, письменниця та редакторка. Її пам'ятають за її вірш «Маленькі речі» (Little Things), багато її віршів були покладені на музику та опубліковані в шкільних підручниках, а також використовувалися в церковних гімнах понад пів століття.. Писала під псевдонімами: Джулія, Мінні Мей, Френк Фішер, Седі Сенсібл, дружина священика, дочка преподобного Пітера Бенсона.

## Життєпис
Джулія Абігейл Флетчер успадкувала патріотизм від своїх дідів-революціонерів, майора Тімоті Флетчера з Ланкастера, штат Массачусетс, та майора Мозеса Воррена з Джея, штат Мен. 
Вона не пам'ятала часу, коли б не висловлювала свої думки у віршах. Її старші брати та сестра із задоволенням записували її рими за багато років до того, як вона навчилася робити це сама. Її найпершим горем була думка тітки, висловлена її матері, що «якщо вона дозволить цій дитині продовжувати писати вірші, вона ніколи більше ні на що не здатна». Ця порада призвела до материнської заборони: «Ніколи не показуй мені більше твоїх віршів». Згодом мати знайшла записи доньки, заховані на горищі, і скасувала заборону.
Кілька років інвалідності, що стала наслідком скарлатини у віці 8 років, заважали її навчанню, але, сидячи на дивані, вона перечитувала бібліотеки сусідів. 
Її перші віршовані твори були опубліковані в місцевих газетах Ланкастера та Конкорда у віці 14 років. Здобувши освіту в Ланкастерській академії, вона регулярно надсилала свої шкільні твори, переважно у віршах, до кількох газет та журналів у Бостоні, редактори яких були задоволені її завзяттям і постійно заохочували її до письма.
У 17 років вона поїхала до Філадельфії, де проживала її одружена сестра, і залишалася там два роки, викладаючи в приватній школі. Повернувшись до Массачусетсу до батьків, вона пройшла літнє навчання в районній школі, де отримала похвалу від комітету за те, що підтримувала колись непокірну школу в належному порядку без тілесних покарань. За своє життя вчительки вона написала багато віршів та нарисів, більшість з яких для радикальних робіт з ідеями реформ, а також серію підручників для недільної школи, які використовувалися протягом багатьох років у ліберальних церквах, поки «Уроки» не витіснили використання підручників.
У 1844 році обрана вчителькою однієї з початкових шкіл у Бостоні, де викладала до свого одруження навесні 1849 року. З 1849 року вона писала переважно прозу, публікуючи статті для «Френологічного журналу», «Науки здоров'я», «Мідлендського щомісячника» та різних конфесійних газет, особливо «Нового Заповіту». У 1869 та 1870 роках вона керувала відділом «Дім і камін» у Нью-Йоркському національному сільськогосподарському журналі та журналом «Бджолярі». Оскільки від неї очікували постійного заповнення кількох колонок новинками, вона здивувала свою аудиторію різноманітними підписами, зокрема: «Мінні Мей», «Френк Фішер», «Седі Сенсібл» та «Дружина міністра». Однак її підпис «Джулія», хоча й був відомий її друзям, зазвичай пропускався тими, хто копіювали її статті, і тому траплялося, що ті, хто користувалися прихильністю публіки, обходили газети, журнали та шкільні підручники, багато з них у книгах, з яких вона сама викладала, без зазначення авторства, деякі з них були позначені як «Анонім». Використання великої кількості псевдонімів обернулось помилкою, оскільки вона брала не лише частини свого справжнього імені, іноді імені її чоловіка, але й вигадані. Це було зроблено частково для різноманітності, коли вона була залучена до заповнення певної кількості колонок відділу «Дім і камін» у щомісячнику з Нью-Йорка, а частково як дружина священника, яка хотіла критикувати стосунки пастора та людей, не ображаючи когось. Вона глибоко цікавилася реформаторськими рухами того часу та часто писала від їхнього імені. 
Вона також активно брала участь у роботі недільної школи та була добре відомою як письменниця для дітей. У пізнішому віці вона писала переважно прозу, короткі нариси з реального життя або есе про тверезість та інші серйозні теми.

## Особисте життя
У 1849 році одружилася з преподобним Томасом Дж. Карні (1818–1871), універсалістського священником. Після року проживання в штаті Мен, а потім у Куперстауні, штат Нью-Йорк, вони оселилися на Заході. Тут, серед численних обов'язків піонерського життя та догляду за малими дітьми, у неї рідко випадав час писати. У 1871 році родина переїхала до Еппл-Крік-Прері, штат Іллінойс, де люди заснували церкву під служінням її чоловіка. Він виїхав з дому верхи й повертався, щоб відсвяткувати річницю їхнього весілля, коли його скинув кінь. Спочатку вважалося, що травма затримає його вдома на кілька тижнів, і він був упевнений у швидкому одужанні; але незабаром він помер 4 травня 1871 року й похований у Вайт-Голі, штат Іллінойс. 
Вдова все ще була в жалобі, коли її син Вільям, у віці 20 років, раптово помер від сонячного удару. Четверо інших дітей померли в дитинстві, залишивши з нею одну дочку та трьох синів. Вона переїхала до свого старшого сина, Флетчера Карні, адвоката з Гейлсбурга, штат Іллінойс, але часто відвідувала молодшого сина, преподобного Джеймса В. Карні, з Голіока, штат Массачусетс.